# Fàbrica El Rosendo d'Alcoi
La fàbrica El Rosendo està situada al carrer Sant Vicent Ferrer número 14, a la ciutat d'Alcoi (l'Alcoià), País Valencià. És un edifici industrial d'estil modernista valencià construït l'any 1914, que va ser projectat per l'arquitecte Timoteo Briet Montaud.
L'edifici va ser realitzat per l'arquitecte contestà Timoteo Briet Montaud en 1914 per al seu ús com a fàbrica. La construcció consta de planta baixa i una única altura.
Posseeix una decoració austera i funcional, pròpia de l'ús industrial pel qual va ser edificada. Destaca l'elaboració en pedra de tota la façana i els amplis finestrals d'estil modernista tant en la planta baixa com en la part superior de la porta principal. En la rematada de l'edifici es pot observar una senzilla ornamentació modernista de tipus geomètric.
La fàbrica rep el nom o sobrenom de l'industrial que va encarregar la seua edificació, Rosendo. En l'actualitat l'edifici està ocupat per un tanatori.